# Łoziwka (obwód winnicki)
Łoziwka (ukr. Лозівка) – wieś na Ukrainie, w obwodzie winnickim, w rejonie chmielnickim, w hromadzie Samhorodok. W 2001 liczyła 311 mieszkańców, wśród których 309 wskazało jako ojczysty język ukraiński, 1 rosyjski, a 1 ormiański.